# ایسامو تسوجی
ایسامو تسوجی (انگلیسی: Isamu Tsuji؛ زادهٔ ۲۹ دسامبر ۱۹۷۳) بازیکن فوتبال اهل ژاپن است.
از باشگاه‌هایی که در آن بازی کرده‌است می‌توان به باشگاه فوتبال گوانگ‌ژو اورگراند تائوبائو اشاره کرد.